# Клубится багровая пыль
«Клубится багровая пыль» (другое название — «Красная пыль»; иер. трад. 滾滾紅塵, упр. 滚滚红尘, кант.-рус.: Ган ган хон чен, англ. Red Dust) — драма 1990 года, режиссёр Им Хоу. Главные роли исполнили Бриджит Линь, Мэгги Чун и Чинь Хань.
Картина получила 8 номинаций на 10-й Гонконгской кинопремии. На 27-й премии «Золотая лошадь» фильм был представлен в 10 номинациях, в 8 из которых одержал победу.

## Сюжет
Действие картины разворачивается в 1940-е годы в Маньчжоу-Го. Писательница Шэнь Шао-Хуа знакомится со своим читателем Чанг Ненг-Цаем, чиновником по культуре, работающим на японцев. Шао-Хуа влюбляется в него. Юэ Фэн, подруга детства Шэнь, приезжает погостить. Все трое отправляются в небольшую поездку, в процессе которой становятся свидетелями жестокости японских солдат по отношению к китайским гражданским лицам на контрольно-пропускном пункте. Юэ-Фэн считает Чанга предателем. Поездка заканчивается ссорой. После капитуляции Японии Национальное правительство Китайской республики начинает облавы на предателей. Чанг вынужден бежать в сельскую местность и скрываться.

## В ролях
- Бриджит Линь — Шэнь Шао-Хуа
- Мэгги Чун — Юэ-Фэн
- Чинь Хань[англ.] — Чанг Ненг-Цай
- Джозефин Ку[англ.] — редактор Шао-Хуа
- Ричард Нг[англ.] — Юи
- Им Хоу — парень Юэ-Фэн

## Награды и номинации
| Награды                           | Награды                           | Награды                                                                                             | Награды   |
| Кинопремия                        | Категория                         | Лауреат / претендент                                                                                | Результат |
| --------------------------------- | --------------------------------- | --------------------------------------------------------------------------------------------------- | --------- |
| 10-я Гонконгская кинопремия       | Лучший фильм                      | Клубится багровая пыль                                                                              | Номинация |
| 10-я Гонконгская кинопремия       | Лучшая режиссёрская работа        | Им Хоу                                                                                              | Номинация |
| 10-я Гонконгская кинопремия       | Лучший сценарий                   | Сань Мао, Хо Йим                                                                                    | Номинация |
| 10-я Гонконгская кинопремия       | Лучшая женская роль второго плана | Мэгги Чун                                                                                           | Номинация |
| 10-я Гонконгская кинопремия       | Лучшая операторская работа        | Пун Хан-Сан                                                                                         | Номинация |
| 10-я Гонконгская кинопремия       | Лучший монтаж                     | Джон Чоу                                                                                            | Номинация |
| 10-я Гонконгская кинопремия       | Лучшая музыка                     | Ло Таюй, Ричард Ло, Джералд Ших                                                                     | Номинация |
| 10-я Гонконгская кинопремия       | Лучшая песня                      | Композитор/текст: Ло Таюй • Исполнитель: Сара Чен                                                   | Номинация |
| 27-й кинофестиваль Золотая лошадь | Лучший фильм                      | Клубится багровая пыль                                                                              | Победа    |
| 27-й кинофестиваль Золотая лошадь | Лучшая режиссёрская работа        | Им Хоу                                                                                              | Победа    |
| 27-й кинофестиваль Золотая лошадь | Лучший сценарий                   | Сань Мао, Хо Йим                                                                                    | Номинация |
| 27-й кинофестиваль Золотая лошадь | Лучшая женская роль               | Бриджит Линь                                                                                        | Победа    |
| 27-й кинофестиваль Золотая лошадь | Лучшая женская роль второго плана | Мэгги Чун                                                                                           | Победа    |
| 27-й кинофестиваль Золотая лошадь | Лучшая операторская работа        | Пун Хан-Сан                                                                                         | Победа    |
| 27-й кинофестиваль Золотая лошадь | Лучшая работа художника           | Чунг Сиу-Квонг, Чунг Сиу-Квонг, Джессинта Лю, Эдит Чун, Ребекка Ли, Цай Чаои, Уильям Чанг           | Победа    |
| 27-й кинофестиваль Золотая лошадь | Лучший монтаж                     | Джон Чоу                                                                                            | Номинация |
| 27-й кинофестиваль Золотая лошадь | Лучшая музыка                     | Ло Таюй, Ричард Ло, Джералд Ших                                                                     | Победа    |
| 27-й кинофестиваль Золотая лошадь | Лучшие костюмы                    | Чунг Сиу-Квонг, Джессинта Лю, Чунг Сиу-Квонг, Эдит Чун, Ребекка Ли, Эдит Чун, Цай Чаои, Уильям Чанг | Победа    |